# Syzeuctus turcator
Syzeuctus turcator là một loài tò vò trong họ Ichneumonidae.